# Diaphorus niger
Diaphorus niger är en tvåvingeart som beskrevs av Vanschuytbroeck 1951. Diaphorus niger ingår i släktet Diaphorus och familjen styltflugor.
Artens utbredningsområde är Kongo. Inga underarter finns listade i Catalogue of Life.